# Dactylolabis rhodia
Dactylolabis rhodia là một loài ruồi trong họ Limoniidae. Chúng phân bố ở miền Cổ bắc.